# Oskar Theodor Kuntze
Oskar Theodor Kuntze (* 30. November 1827 in Grimma; † 7. Februar 1911 in Plauen) war ein deutscher Verwaltungsjurist und Kommunalpolitiker. Er war der erste Oberbürgermeister der Stadt Plauen und Mitglied der 1. Kammer des Sächsischen Landtags.

## Leben und Wirken

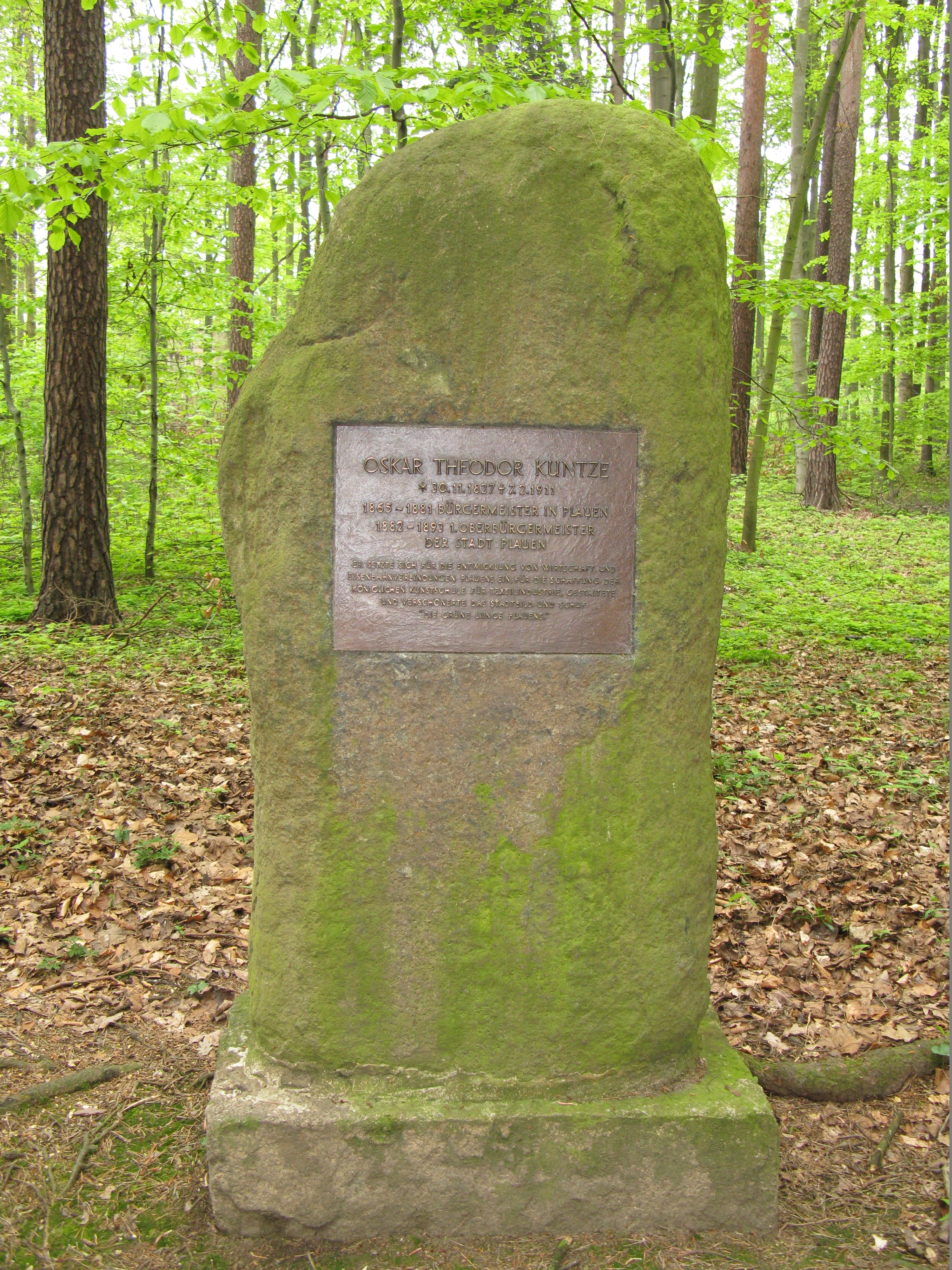
Gedenkstein für Oskar Theodor Kuntze in Plauen

Der Sohn des Lehrers Johannes Gottlieb Kuntze und dessen Ehefrau Emilie geb. Fechner besuchte wie sein Bruder Emil Kuntze (1824–1894) die Nikolaischule in Grimma. Von 1849 bis 1851 studierte er an der Universität Leipzig Rechtswissenschaften. Im Anschluss nahm er eine Tätigkeit als Rechtsanwaltsgehilfe in Leipzig auf. Nach 1853 hatte er Stellen in Reichenbach im Vogtland und Meerane, bevor er zum Bürgermeister von Reichenbach berufen wurde. Auf der Sitzung der Stadtverordnetenversammlung von Plauen wurde er am 4. Juli 1865 zum Bürgermeister der vogtländischen Stadt gewählt, in der insbesondere Stickerei- und Spitzenindustrie angesiedelt war. In seiner Amtszeit wurde die Industrialisierung der Stadt u. a. durch Gründung der Kunstgewerblichen Fachzeichenschule 1877 und der Freiwilligen Feuerwehr, die weitere Einbindung in das Eisenbahnnetz und infrastrukturelle Maßnahmen wie den Bau eines neuen Wasserleitungsnetzes und neuer Bildungseinrichtungen maßgeblich gefördert. Auf Beschluss des Stadtrats vom 4. Februar 1882 wurde er zum ersten Oberbürgermeister von Plauen ernannt. 1889 wurde er durch König Albert als eine der sechs von ihm zu bestimmenden Magistratspersonen sächsischer Städte in die I. Landtagskammer berufen, der er während seiner restlichen Amtszeit als Oberbürgermeister angehörte. Nach fast 28-jähriger Amtszeit trat Kuntze am 1. Mai 1893 in den Ruhestand.
Kuntze gilt als einer der führenden Reformer der Sparkassen in den 1880er Jahren. Er veranlasste, dass die sächsischen Sparkassen ab 1882 ihre Produktangebote ausweiteten, um so der wachsenden privaten Konkurrenz gewachsen zu sein. Er forcierte die Gründung des Sächsischen Sparkassenverbands, der von 1883 bis 1885 als Zusammenschluss und Interessenvertretung der sächsischen Sparkassen existierte.

## Ehrungen
Anlässlich seines 25-jährigen Jubiläums als Stadtoberhaupt wurde ihm am 5. Oktober 1890 die Ehrenbürgerwürde der Stadt Plauen verliehen. Auf dem Neundorfer Berg erinnern die durch den Verein der Naturfreunde angelegte Kuntzehöhe und die Grundschule Kuntzehöhe an ihn. Im Plauener Stadtteil Haselbrunn befindet sich ein Gedenkstein für Oskar Theodor Kuntze.